# Melchior Ludolf Herold

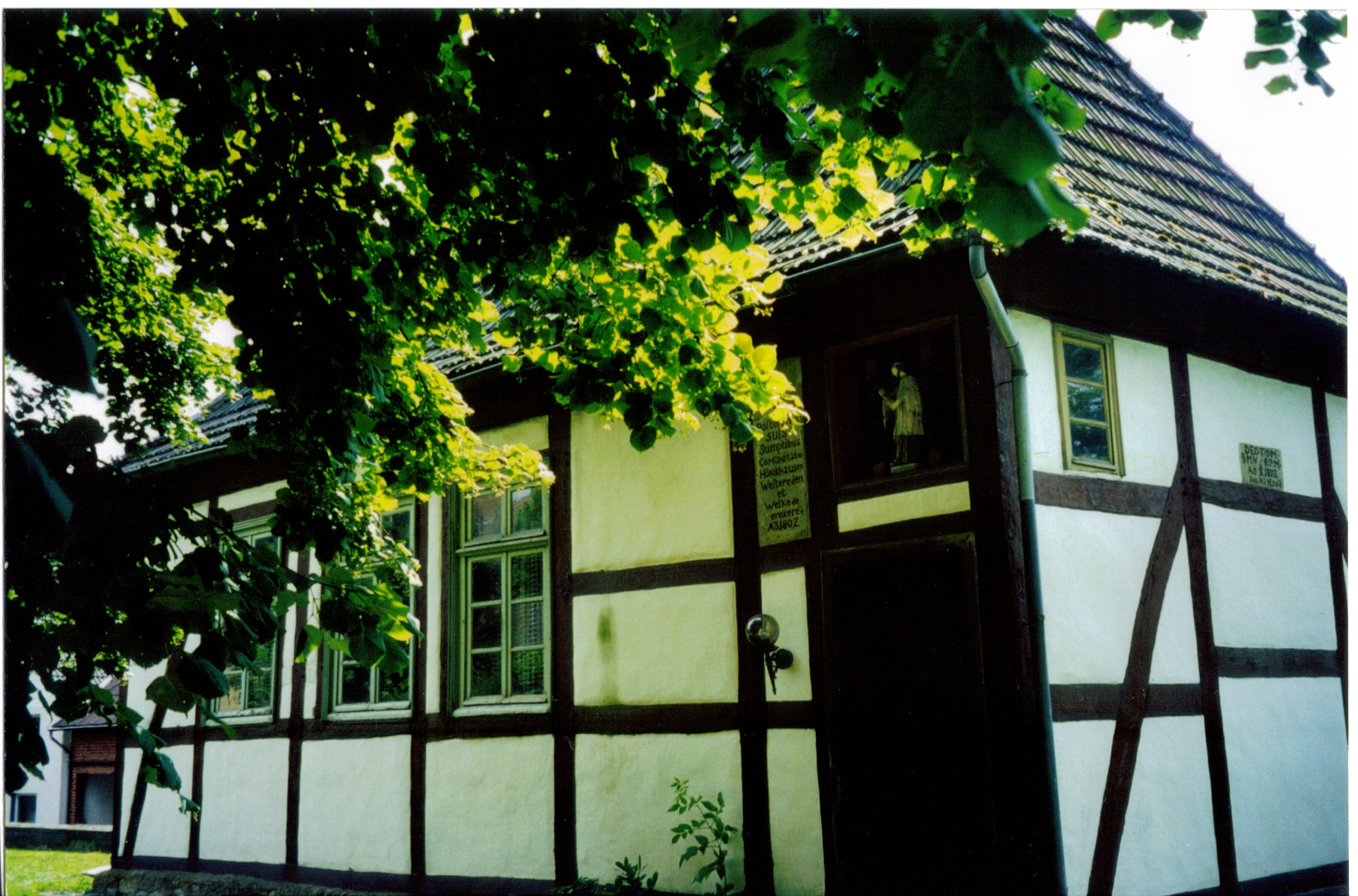
Schule in Hoinkhausen, an der Herold gewirkt hat

Melchior Ludolf Herold (* 10. Dezember 1753 in Rüthen; † 31. August 1810 in Hoinkhausen) war ein deutscher Kirchenliedkomponist und Priester.

## Leben
1753 wurde Herold als drittes von sieben Kindern in Rüthen geboren. Er besuchte die Stadtschule in Rüthen und das Gymnasium in Geseke und ab 1768 für vier Jahre das Montanergymnsium in Köln. Im Alter von 27 Jahren zog er nach Hoinkhausen, wo er als Priester wirkte und auf eigene Kosten das Pfarrhaus renovierte. Sehr kümmerte sich Herold um das Schulwesen; 1784 beispielsweise trennte er Jungen und Mädchen. 1786 führte er die Industrieschule in seinem Land ein. Im Herzogtum Westfalen gab es 1814 231 Schulen nach der Heroldschen Art. Zudem wurde er zu einem „väterlichen Freund“ und Mentor seines Kollegen Friedrich Adolf Sauer, Pfarrer und Schulreformer im nahegelegenen Rüthen. Er setzte sich sehr ein für die Erneuerung der kirchlichen Gesangbücher, die er zudem im Bistum Paderborn ab 1803 herausgab. 1808 erlitt er einen Schlaganfall und starb zwei Jahre später.

## Werke
- Choralmelodien zum Heiligen Gesange oder vollständigen katholischen Gesangbuche für den öffentlichen Gottesdienst und die häusliche Andacht. Herausgegeben für Schullehrer und Chorsänger von M. L. Herold, Pfarrer in Hoinkhausen im Herzogthum Westphalen. Gedruckt auf Kosten des Herausgebers. Ohne Ortsangabe, 1808 (Digitalisat)
  - darin verschiedene von Herold neu geschaffene oder bearbeitete Texte und Melodien, die in seinen Fassungen rezipiert wurden, u. a. Alles meinem Gott zu Ehren (Gotteslob 455); Den Menschen, die aus dieser Zeit (Gotteslob (1975) 661)